# Arular
Arular − debiutancki studyjny album M.I.A., wydany w 2005.
Płyta była nagrywana w latach 2003–2004 w Londynie. Realizowana była przez różnych producentów, muzyka na niej zawarta jest mieszanką różnych gatunków muzyki tanecznej i elektronicznej z wpływami z różnych regionów świata. Album był w 2005 nominowany do Mercury Prize. Tytuł płyty pochodzi od partyzanckiego przydomka ojca artystki, bojownika Tamilskich Tygrysów i założyciela EROS.

## Lista utworów (wydanie brytyjskie)
1. "Banana Skit" (M. Arulpragasam) – 0:36
2. "Pull Up the People" (M. Arulpragasam, Brucker, Byrne) – 3:45
3. "Bucky Done Gun" (M. Arulpragasam, Conners, Conti, Pentz, Robbins) – 3:47
4. "Sunshowers" (M. Arulpragasam, Browder Jr., Darnell, Mackey, Orton) – 3:15
5. "Fire Fire" (M. Arulpragasam, Whiting) – 3:28
6. "Dash the Curry Skit" (M. Arulpragasam) – 0:40
7. "Amazon" (M. Arulpragasam, Richard X) – 4:16
8. "Bingo" (M. Arulpragasam, Whiting) – 3:12
9. "Hombre" (M. Arulpragasam, Wilson) – 4:02
10. "One for the Head Skit" (M. Arulpragasam) – 0:29
11. "10 Dollar" (M. Arulpragasam, Richard X) – 4:01
12. "U.R.A.Q.T" (M. Arulpragasam, Quincy Jones) – 2:56 2
13. "Galang" (M. Arulpragasam, Frischmann, Mackey, Orton) – 3:35
14. "M.I.A." (M. Arulpragasam, Frischmann, S. Arulpragasam) – 3:27

## Sprzedaż
Album zadebiutował na 190. pozycji notowania U.S. Billboard 200. Był też notowany wysoko na listach przebojów albumowych w Norwegii czy Szwecji. Sprzedał się w łącznym nakładzie 131 000 kopii.
| Pozycje na listach (2005)    | Najwyższa pozycja |
| ---------------------------- | ----------------- |
| Norwegia top 100             | 20                |
| Szwecja top 50               | 47                |
| Japonia Oricon Chart         | 78                |
| Wielka Brytania Albums Chart | 98                |
| U.S. 200                     | 190               |